# Ilomantsinjärvi
Ilomantsinjärvi är en sjö i Finland. Den ligger i kommunen Ilomants i landskapet Norra Karelen, i den sydöstra delen av landet, 400 km nordost om huvudstaden Helsingfors. Ilomantsinjärvi ligger 144,5 meter över havet. Den är 2,3 meter djup. Arean är 9,2 kvadratkilometer och strandlinjen är 24,6 kilometer lång. Sjön  ingår i Vuoksens huvudavrinningsområde.   I omgivningarna runt Ilomantsinjärvi växer i huvudsak blandskog.
I övrigt finns följande i Ilomantsinjärvi:
- Kontioluoto (en ö)